# Bataille de Luçon (Philippines)
Pour les articles homonymes, voir Bataille de Luçon.
Seconde Guerre mondiale
Batailles
Campagne des Philippines
- Formose
- Leyte
- Golfe de Leyte
- Baie d'Ormoc
- Mindoro
- Maguindanao
- Golfe de Lingayen
- Luçon
- Col de Bessang
- Raid de Cabanatuan
- Bataan (1945)
- Manille (1945)
- Corregidor (1945)
- Baguio (1945)
- Raid de Los Baños
- Visayas
- Palawan
- Mindanao
- Jolo
- Davao
- Raid en mer de Chine méridionale

La bataille de Luçon est une bataille de la Seconde Guerre mondiale qui opposa en 1945 les Alliés à l'empire du Japon dans le cadre de la libération des Philippines, occupées depuis la mi-1942.

## Contexte
Occupées par les Japonais depuis l'invasion commencée à la fin 1941, les Philippines représentaient un point stratégique dans le contrôle de la zone pacifique. En octobre 1944, avec la bataille de Leyte et sa gigantesque opération de débarquement, les Alliés, sous le commandement du général Douglas MacArthur, avaient entamé la reconquête du pays. Après avoir débarqué à Mindoro, les troupes américaines entamèrent la prise de l'île de Luçon, siège de Manille, capitale du pays. La prise de Mindoro permit d'y établir une base d'opérations, comportant notamment les bases aériennes nécessaires au soutien de l'aviation alliée. Le plan de MacArthur impliquait de réaliser un débarquement dans le golfe de Lingayen, au nord de Luçon, afin d'atteindre les routes menant à Manille, au centre de l'île.

## Diversion
Une vaste opération de diversion fut mise au point pour faire croire aux Japonais que l'attaque viendrait du Sud de Luçon. Le Sud de l'île fit l'objet de nombreuses opérations de bombardement de la part de l'aviation américaine, tandis que des dragueurs de mines passaient dans les baies et que la résistance philippine conduisait des opérations de sabotage. Concentré sur l'activité des Alliés et de la résistance au sud de l'île, le commandement japonais fut pris par surprise par le débarquement au nord.

## Bataille
Le 9 janvier 1945, l'opération S-Day, nom de code du débarquement à Luçon, fut mise en œuvre. Plus de 70 navires de guerre américains pénétrèrent à sept heures du matin le golfe de Lindayen, les débarquements de troupes commençant une heure plus tard. La marine américaine subit des attaques de kamikazes, qui coulèrent plusieurs navires. L'aviation de la troisième flotte américaine réalisa de son côté des opérations de bombardements sur les cibles japonaises, connues sous le nom de raid en mer de Chine méridionale. Environ 175 000 hommes de la sixième armée américaine, commandés par le général Walter Krueger, réalisèrent la première vague de débarquement. Les troupes américaines avancèrent sans rencontrer beaucoup de résistance jusqu'au 23 janvier, les combats commençant alors vraiment lorsqu'elles atteignirent Clark Air Base.
Un second débarquement eut lieu le 15 janvier au sud-ouest de Manille, les Américains entamant l'avance sur la capitale. Le 3 février, la 1re division de cavalerie américaine prit sur le fleuve Tuliahan un pont conduisant à la ville, débutant ainsi la bataille de Manille.
Pendant ce temps, les débarquements le 31 janvier 1945 dans la province de Zambales à l'ouest de l'île et dans la province de Bataan le 15 février 1945, se soldent à la suite de la seconde bataille de Bataan par la reconquête par les Américains de la péninsule de Bataan qu'ils avaient perdue en 1942. Les infrastructures portuaires s'y trouvant leur seront utiles pour la poursuite des opérations aux Philippines.
Le 4 février, les troupes de la 11e division aéroportée américaine, avançant elles aussi sur la capitale, rencontrèrent une forte résistance de la part des Japonais qui, suivant les ordres du général Yamashita, avaient détruit tous les ponts et toutes les infrastructures des environs de la capitale. Le 11 février, les Américains parvinrent à éliminer les dernières poches de résistance japonaise autour de Manille, achevant l'encerclement de la ville.
Tandis que les combats se déroulaient à Manille, la bataille continua sur le reste de l'île, opposant les troupes américaines et la guérilla philippine à l'armée japonaise. Les Alliés reçurent l'aide aussi bien de la résistance reconnue par le Commonwealth des Philippines que de la guérilla communiste de la Hukbalahap. En mars, les Alliés avaient pris le contrôle de l'essentiel de Luçon, les poches de résistance japonaises s'étant retirées dans les régions montagneuses. À partir du 30 avril 1945, la force aérienne mexicaine apporta également son concours à l'avancée des troupes alliées, en envoyant l'escuadrón 201 bombarder les positions japonaises. La résistance des troupes japonaises à Luçon dura jusqu'au mois d'août et à l'annonce de la capitulation de leur pays.